# Aleksej Kasatonov
Aleksej Viktorovitsj Kasatonov (Russisch: Алексей Викторович Касатонов) (Moskou, 20 april 1958) is een Sovjet-Russisch ijshockeyer.
Kasatonov won tijdens de Olympische Winterspelen 1984 en 1988 de gouden medaille met de Sovjetploeg en in 1980 olympisch zilver.
Kasatonov werd vijfmaal wereldkampioen.